# Futbol'nyj Klub Ufa 2021-2022
Questa voce raccoglie le informazioni riguardanti il Futbol'nyj Klub Ufa nelle competizioni ufficiali della stagione 2021-2022.

## Stagione
Dopo otto anni di permanenza in massima serie, la squadra terminò la stagione al quattordicesimo posto, retrocedendo in seconda serie dopo la sconfitta nello spareggio con l'Orenburg.

## Maglie
| Manica sinistra · Manica sinistra · Maglietta · Maglietta · Manica destra · Manica destra · Pantaloncini · Pantaloncini · Calzettoni | Manica sinistra · Manica sinistra · Maglietta · Maglietta · Manica destra · Manica destra · Pantaloncini · Pantaloncini · Calzettoni · Calzettoni |

## Rosa
| N. |                       | Ruolo | Calciatore         |
| -- | --------------------- | ----- | ------------------ |
| 3  | Russia (bandiera)     | D     | Konstantin Pliev   |
| 4  | Russia (bandiera)     | D     | Aleksey Nikitin    |
| 5  | Slovenia (bandiera)   | D     | Bojan Jokic        |
| 6  | Russia (bandiera)     | C     | Ruslan Fishchenko  |
| 7  | Russia (bandiera)     | D     | Dmitriy Kabutov    |
| 8  | Russia (bandiera)     | C     | Danila Emeljanov   |
| 9  | Russia (bandiera)     | A     | Gamid Agalarov     |
| 11 | Serbia (bandiera)     | D     | Nemanja Miletic    |
| 15 | Russia (bandiera)     | D     | Erving Botaka      |
| 17 | Uzbekistan (bandiera) | C     | Oston Urunov       |
| 19 | Russia (bandiera)     | C     | Oleg Ivanov        |
| 22 | Russia (bandiera)     | C     | Artem Golubev      |
| 23 | Angola (bandiera)     | C     | Egas Cacintura     |
| 24 | Croazia (bandiera)    | C     | Filip Mrzljak      |
| 25 | Russia (bandiera)     | C     | Aleksandr Saplinov |

| N. |                        | Ruolo | Calciatore          |
| -- | ---------------------- | ----- | ------------------- |
| 29 | Russia (bandiera)      | C     | Vladislav Kamilov   |
| 31 | Russia (bandiera)      | P     | Aleksandr Belenov   |
| 32 | Bielorussia (bandiera) | P     | Anton Chichkan      |
| 33 | Russia (bandiera)      | D     | Aleksandr Sukhov    |
| 44 | Russia (bandiera)      | D     | Yuriy Zhuravlev     |
| 57 | Russia (bandiera)      | A     | Vyacheslav Krotov   |
| 75 | Russia (bandiera)      | A     | Timur Zhamaletdinov |
| 81 | Russia (bandiera)      | P     | Ivan Kukushkin      |
| 99 | Colombia (bandiera)    | A     | Dilan Ortíz         |
| -  | Russia (bandiera)      | P     | Danil Akhatov       |
| -  | Austria (bandiera)     | D     | Moritz Bauer        |
| -  | Portogallo (bandiera)  | C     | Tiago Rodrigues     |
| -  | Russia (bandiera)      | C     | Azer Aliev          |
| -  | Burundi (bandiera)     | C     | Parfait Bizoza      |
| -  | Russia (bandiera)      | C     | Aleksey Kuznetsov   |

## Risultati

### Campionato
| Arbitro: | Sergej Ivanov |

|                      |           |  |
| Anton Zabolotnyi 61’ | Marcatori |  |

| Arbitro: | Aleksey Sukhoy |

|                                       |           |                                                                         |
| Gamid Agalarov 81’ Gamid Agalarov 86’ | Marcatori | 33’ (rig.) Daniil Fomin 40’ (rig.) Daniil Fomin 89’ Sebastian Szymanski |

| Arbitro: | Ivan Sidenkov |

|                           |           |                        |
| Oleg Ivanov 45'+8’ (rig.) | Marcatori | 74’ Vitaliy Lisakovich |

| Arbitro: | Vasili Kazartsev |

|                  |           |                                           |
| Ákos Kecskés 57’ | Marcatori | 48’ Gamid Agalarov 65’ (rig.) Oleg Ivanov |

| Arbitro: | Pavel Shadykhanov |

|                    |           |            |
| Gamid Agalarov 73’ | Marcatori | 10’ Malcom |

| Arbitro: | Vladislav Bezborodov |

|                           |           |                                          |
| Gamid Agalarov 61’ (rig.) | Marcatori | 27’ Nikita Chernov 29’ Maksim Glushenkov |

| Arbitro: | Aleksey Sukhoy |

|                                                          |           |                    |
| Mateo Cassierra 11’ Christian Noboa 35’ Joãozinho 90'+3’ | Marcatori | 50’ Gamid Agalarov |

| Arbitro: | Pavel Kukuyan |

|                                                             |           |                                                   |
| Gamid Agalarov 52’ Vladislav Kamilov 62’ Gamid Agalarov 82’ | Marcatori | 44’ Denis Glushakov 90'+1’ (rig.) Denis Glushakov |

| Arbitro: | Artem Lyubimov |

|                                     |           |  |
| Ezequiel Ponce 3’ Quincy Promes 29’ | Marcatori |  |

| Arbitro: | Vitali Meshkov |

|  |           |                   |
|  | Marcatori | 34’ Eric Bicfalvi |

| Arbitro: | Aleksey Sukhoy |

|                                |           |                   |
| Grzegorz Krychowiak 84’ (rig.) | Marcatori | 9’ Gamid Agalarov |

| Arbitro: | Igor Panin |

|                           |           |                            |
| Gamid Agalarov 19’ (rig.) | Marcatori | 59’ (aut.) Yuriy Zhuravlev |

| Arbitro: | Aleksey Amelin |

|                    |           |  |
| Gamid Agalarov 58’ | Marcatori |  |

| Tula 6 novembre 2021, ore 12:00 14ª giornata | Arsenal Tula    | 0 – 0 referto | Ufa | Stadio Arsenal (1.652 spett.)\| Arbitro: \| Kirill Levnikov \| |
| Arbitro:                                     | Kirill Levnikov |               |     |                                                                |

| Arbitro: | Evgeni Kukulyak |

|                                             |           |                                              |
| Dmitri Poloz 21’ (rig.) Pontus Almqvist 59’ | Marcatori | 16’ Gamid Agalarov 57’ (rig.) Gamid Agalarov |

| Arbitro: | Pavel Kukuyan |

|                     |           |                                 |
| Aleksey Nikitin 70’ | Marcatori | 90'+5’ (rig.) Aleksandr Sobolev |

| Arbitro: | Vladislav Bezborodov |

|                                       |           |  |
| Denis Makarov 29’ Arsen Zakharyan 86’ | Marcatori |  |

| Arbitro: | Artem Lyubimov |

|                                             |           |  |
| Konstantin Maradishvili 71’ Gyrano Kerk 74’ | Marcatori |  |

| Arbitro: | Aleksey Sukhoy |

|                                                     |           |                        |
| Igor Konovalov 51’ (rig.) Aleksandr Troshechkin 84’ | Marcatori | 45'+1’ Yuriy Zhuravlev |

| Arbitro: | Sergej Ivanov |

|                               |           |  |
| Danil Krugovoy 50’ Malcom 67’ | Marcatori |  |

| Ufa 12 marzo 2022, ore 12:00 21ª giornata | Ufa                  | 0 – 0 referto | Pari Nižnij Novgorod | Stadio Neftjanik (1.602 spett.)\| Arbitro: \| Vladislav Bezborodov \| |
| Arbitro:                                  | Vladislav Bezborodov |               |                      |                                                                       |

| Arbitro: | Pavel Shadykhanov |

|                           |           |                      |
| Gamid Agalarov 84’ (rig.) | Marcatori | 45'+1’ Aleksey Ionov |

| Arbitro: | Artem Chistyakov |

|                       |           |                                        |
| Fernando Costanza 68’ | Marcatori | 12’ Yuriy Zhuravlev 87’ Gamid Agalarov |

| Arbitro: | Aleksey Amelin |

|                           |           |                                               |
| Gamid Agalarov 81’ (rig.) | Marcatori | 11’ Mateo Cassierra 51’ Artur Rimovič Jusupov |

| Arbitro: | Evgeni Turbin |

|                        |           |                     |
| Aleksey Nikitin 90'+5’ | Marcatori | 88’ Mário Fernandes |

| Arbitro: | Sergej Ivanov |

|                                      |           |                    |
| Eric Bicfalvi 25’ Danijel Miskic 53’ | Marcatori | 80’ Gamid Agalarov |

| Arbitro: | Kirill Levnikov |

|                     |           |                              |
| Ilya Kukharchuk 31’ | Marcatori | 90'+2’ (rig.) Gamid Agalarov |

| Ufa 8 maggio 2022, ore 13:00 28ª giornata | Ufa           | 0 – 0 referto | Rostov | Stadio Neftjanik (7.277 spett.)\| Arbitro: \| Pavel Kukuyan \| |
| Arbitro:                                  | Pavel Kukuyan |               |        |                                                                |

| Arbitro: | Vitali Meshkov |

|                                        |           |                  |
| Dmitriy Kabutov 13’ Gamid Agalarov 75’ | Marcatori | 25’ Kings Kangwa |

| Arbitro: | Sergej Ivanov |

|                               |           |                                       |
| Vitaliy Lisakovich 37’ (rig.) | Marcatori | 54’ Vladislav Kamilov 90’ Dilan Ortíz |

#### Spareggio promozione/retrocessione
| Arbitro: | Vladislav Bezborodov |

|                                       |           |                                                        |
| Renato Gojkovic 70’ Andrey Malykh 84’ | Marcatori | 19’ (rig.) Gamid Agalarov 61’ (rig.) Vladislav Kamilov |

| Arbitro: | Pavel Kukuyan |

|                     |           |                                       |
| Yuriy Zhuravlev 44’ | Marcatori | 13’ Joel Fameyeh 90'+4’ Andrey Malykh |

### Coppa di Russia
| Arbitro: | Aleksey Koltunov |

|                           |                      |                        |
| Shamil Saaduev 59’ (rig.) | Marcatori            | 90'+5’ Aleksey Nikitin |
|                           | Tiri di rigore 1 – 3 |                        |

| Arbitro: | Sergey Cheban |

|                                                |           |  |
| David Kobesov 56’ (rig.) Batraz Khadartsev 70’ | Marcatori |  |